# Rose (film 1986)
Rose è un film televisivo del 1986 diretto da Tomaso Sherman.